# Río Kalambo
El río Kalambo es un río africano  que nace cerca de Mbala (Tanzania) y discurre en la divisoria de Tanzania y Zambia a lo largo de unos 50 kilómetros, atravesando el Gran Valle del Rift por el este y desembocando en el lago Tanganika por su lado sureste (pertenece por tanto, a la cuenca superior del río Congo). Es famoso el salto del Kalambo, la segunda mayor caída de agua de África después del salto del Tugela. 
Cerca de su nacimiento se han encontrado unos restos arqueológicos incluidos por la UNESCO como Patrimonio de la Humanidad.